# 94 aC
L'any 94 aC va ser un any del calendari romà prejulià. En aquell temps, era conegut com a any del consolat de Caldus i Ahenobarb (o, més rarament, any 660 ab urbe condita o de la fundació de la ciutat). L'ús del nom «94 aC» per referir-se a aquest any es remunta a l'alta edat mitjana, quan el sistema Anno Domini va ser el mètode de numeració dels anys més comú a Europa.

## Esdeveniments

### Regne de Capadòcia
- Mitridates VI Eupàtor, rei del Pont, combat contra Ariobàrzanes I Filoromà, rei de Capadòcia, amb l'ajuda de Tigranes II d'Armènia. Venç Ariobàrzanes i proclama rei de Capadòcia al seu fill Ariarates IX.[2]

### República Romana
- Gai Celi Caldus i Luci Domici Ahenobarb són elegits cònsols. Caldus és un homo novus.[3]
- Quint Muci Escèvola, cònsol l'any anterior, és nomenat procònsol a Àsia, una província que va governar correctament i fins i tot els grecs d'Àsia van crear un festival (dies Mucia) per commemorar les seves virtuts.[4]
- Publi Sulpici Rufus, elogiat per Ciceró com un gran orador, acusa de majestas a Gai Norbà el turbulent tribú de la plebs, que, defensat per Marc Antoni l'orador, és absolt.[5]

## Naixements
- Emperador Zhao de Han.[6]